# Стюарт (река, басейн Юкон)
Вижте пояснителната страница за други значения на Стюарт.
Стюарт (на английски: Stewart River) е река в най-северозападната част на Канада (централната част на територия Юкон), десен приток на река Юкон. Дължината ѝ е 644 км, която ѝ отрежда 47-ото място сред реките на Канада.
Стюарт извира от северната част на планината Селуин, тече в западна посока и на 66°35′36″ с. ш. 139°25′31″ з. д. / 66.593333° с. ш. 139.425278° з. д., в близост до изоставеното селище Стюарт Ривър се влива отдясно в река Юкон.
Площта на водосборния басейн на реката е 51 000 km2, като основни притоци са – леви: Надалеен, Хес, Плезънс; десни: Бивър Ривър, Мейо, Маккуестен.
Основно подхранване – снегово. Среден многогодишен дебит в устието от 675 m3/s, максимален – 3940 m3/s, минимален – 52 m3/s. През краткия летен сезон в долното течение е достъпна за малки плавателни съдове.
По течение на реката има три селища – Мейо (63°35′40″ с. ш. 135°53′47″ з. д. / 63.594444° с. ш. 135.896389° з. д.), Стюард Кросинг (63°22′29″ с. ш. 136°40′41″ з. д. / 63.374722° с. ш. 136.678056° з. д.) и Маккуестен (63°33′50″ с. ш. 137°25′26″ з. д. / 63.563889° с. ш. 137.423889° з. д.), като между последните две селища на протежение от 42 км покрай левия бряг на реката и прокарана магистралата „Клондайк“.
От 1914 г., на север от реката, около селището Кено Хил се добива в промишлени количества сребро.
Реката е открита и изследвана през 1850 г. от Робърт Кемпбъл, служител на компанията „Хъдсън Бей“, търгуваща с ценни животински кожи, който я наименува в чест на своя приятел Стюарт, също служител на компанията.